# Michelsneukirchen
Michelsneukirchen är en kommun och ort i Landkreis Cham i Regierungsbezirk Oberpfalz i förbundslandet Bayern i Tyskland.
Kommunen ingår i kommunalförbundet Falkenstein tillsammans med köpingen Falkenstein och kommunen Rettenbach.